# Coupe de Suisse de hockey sur glace 2016-2017
Navigation
2015-2016 2017-2018
La Coupe de Suisse de hockey sur glace 2016-2017 est la 14e édition de cette compétition de hockey sur glace organisée par la Fédération suisse de hockey sur glace. 32 équipes y prennent part : les 12 clubs de Ligue nationale A et les 10 clubs de Ligue nationale B du championnat 2015-2016, ainsi que 10 clubs de 1re ligue, voire de 2e ou de 3e ligue issus des qualifications (9 clubs qualifiés et le champion suisse amateur). Des deux nouveaux clubs de LNB créés en février 2016, l'EVZ Academy et le HCB Ticino Rockets, seul le second participe à la Coupe. Les qualifications ont débuté le 26 septembre 2015 en 1re ligue et la finale se joue le 1er février 2017. Les ZSC Lions sont les tenants du titre et ce sont les voisins du EHC Kloten qui leur succèdent, grâce à leur succès 5-2 en finale contre Genève-Servette.

## Formule
La compétition se déroule en 5 tours. Les vainqueurs d'un tour se qualifient directement pour le prochain tour. Des matches de qualification ont lieu pour déterminer quelles équipes de 1re ligue, voire de 2e ou de 3e ligue entrent dans le tableau principal.
Le temps de jeu réglementaire pour tous les matchs est de 60 minutes (3 x 20 minutes).
S'il y a égalité après 60 minutes de jeu, une prolongation de 5 minutes est jouée en seizièmes, huitièmes, quarts et demi-finales, avec 4 joueurs de champ plus un gardien pour chaque équipe (si aucune pénalité n'est en cours), sans nettoyage préalable de la glace. L'équipe qui marque le premier but lors de la prolongation remporte la partie.
En finale, une prolongation de 20 minutes est jouée, avec 5 joueurs de champ plus un gardien pour chaque équipe (si aucune pénalité n'est en cours). L'équipe qui marque le premier but lors de la prolongation remporte la partie.
Si le score est toujours égal après la prolongation, il est immédiatement procédé à une séance de tirs au but avec cinq joueurs de chaque équipe figurant sur le rapport de match officiel.

## Participants et primes
| Ligue nationale A (LNA) | Ligue nationale B (LNB)   | 1re ligue (1L)                       |
| ----------------------- | ------------------------- | ------------------------------------ |
| HC Ambrì-Piotta         | HC Ajoie                  | Argovia Stars (Suisse centrale)      |
| CP Berne                | HCB Ticino Rockets        | EHC Brandis (Suisse centrale)        |
| HC Bienne               | HC La Chaux-de-Fonds      | EHC Dübendorf (Suisse orientale)     |
| HC Davos                | GCK Lions                 | EHC Frauenfeld (Suisse orientale)    |
| HC Fribourg-Gottéron    | SC Langenthal             | HC Guin Bulls (Suisse romande)       |
| Genève-Servette HC      | HC Olten                  | HC Sierre (Suisse romande)           |
| EHC Kloten              | SC Rapperswil-Jona Lakers | Star-Forward (Suisse romande)        |
| SC Langnau Tigers       | HC Red Ice                | EHC Wetzikon (Suisse orientale)      |
| Lausanne HC             | HC Thurgovie              | EHC Wiki-Münsingen (Suisse centrale) |
| HC Lugano               | HC Viège                  |                                      |
| EV Zoug                 | EHC Winterthour           |                                      |
| ZSC Lions               |                           |                                      |

| Tour                | Prime (francs suisses) | Prime cumulée (francs suisses) |
| ------------------- | ---------------------- | ------------------------------ |
| Seizièmes de finale | 20 000                 | 20 000                         |
| Huitièmes de finale | 20 000                 | 40 000                         |
| Quarts de finale    | 25 000                 | 65 000                         |
| Demi-finales        | 40 000                 | 105 000                        |
| Finaliste           | 60 000                 | 165 000                        |
| Vainqueur           | 120 000                | 225 000                        |
| Dotation totale     | 1 500 000              |                                |

## Nombre d'équipes par ligue et par tour
| Ligue/Manche      | Seizièmes de finale | Huitièmes de finale | Quarts de finale | Demi- finales | Finale |
| ----------------- | ------------------- | ------------------- | ---------------- | ------------- | ------ |
| LNA 12 clubs      | 12                  | 10                  | 7                | 4             | 2      |
| LNB 11 clubs      | 11                  | 6                   | 1                | Aucun         | Aucun  |
| 1re ligue 9 clubs | 9                   | Aucun               | Aucun            | Aucun         | Aucun  |
| Total             | 32                  | 16                  | 8                | 4             | 2      |

## Résultats

### Qualifications
Les tours de qualifications ne concernent que les clubs de 3e et de 2e ligue (seulement dans le groupe de Suisse orientale), ainsi que tous ceux de 1re ligue. Ils ont débuté le 26 septembre 2015 et se sont terminés le 2 février 2016 pour aboutir à la qualification de 9 équipes, 3 de chaque zone géographique du pays. Pour ce qui est de la dixième et dernière place qualificative, elle échoit au HCB Ticino Rockets, équipe nouvellement créée en LNB.

#### Suisse orientale
| Date              | Domicile                             | Extérieur                        | Score |
| ----------------- | ------------------------------------ | -------------------------------- | ----- |
| 26 septembre 2015 | Ceresio HC (3e l.)                   | EHC Wallisellen (2e l.)          | 5-4   |
| 26 septembre 2015 | HC Schaffhouse (2e l.)               | EHC Urdorf (2e l.)               | 8-0   |
| 26 septembre 2015 | CDH La Plaiv (3e l.)                 | HC Prättigau-Herrschaft (2e l.)  | 0-17  |
| 26 septembre 2015 | EV Dielsdorf-Niederhasli (2e l.)     | EHC Illnau-Effretikon (2e l.)    | 2-7   |
| 26 septembre 2015 | EHC Winterthour II (3e l.)           | EHC Kreuzlingen-Konstanz (2e l.) | 2-5   |
| 26 septembre 2015 | EHC Bülach                           | EHC Basserdorf (2e l.)           | 1-2   |
| 26 septembre 2015 | HC Saint-Moritz (2e l.)              | EHC Dürnten Vikings (2e l.)      | 4-3   |
| 26 septembre 2015 | SC Rheintal (2e l.)                  | EHC Lenzerheide-Balbella (2e l.) | 5-3   |
| 26 septembre 2015 | SC Küsnacht (2e l.)                  | HC Lucerne (2e l.)               | 9-5   |
| 27 septembre 2015 | GDT Bellinzona                       | HCB Chiasso (2e l.)              | 4-6   |
| 27 septembre 2015 | SC Rapperswil-Jona Lakers II (2e l.) | EV Zoug II (2e l.)               | 1-5   |
| 29 septembre 2015 | EHC Uzwil (2e l.)                    | SC Herisau (2e l.)               | 2-3   |

| Date            | Domicile                         | Extérieur             | Score |
| --------------- | -------------------------------- | --------------------- | ----- |
| 3 novembre 2015 | SC Küsnacht (2e l.)              | PIKES EHC Oberthurgau | 4-3   |
| 3 novembre 2015 | HC Saint-Moritz (2e l.)          | EC Wil                | 2-5   |
| 3 novembre 2015 | SC Herisau (2e l.)               | EHC Frauenfeld        | 4-6   |
| 3 novembre 2015 | SC Rheintal (2e l.)              | EHC Bülach            | 1-5   |
| 3 novembre 2015 | EHC Schaffhouse (2e l.)          | SC Weinfelden         | 3-5   |
| 4 novembre 2015 | HC Prättigau-Herrschaft (2e l.)  | HC Coire              | 1-7   |
| 4 novembre 2015 | EHC Kreuzlingen-Konstanz (2e l.) | EHC Dübendorf         | 1-12  |
| 4 novembre 2015 | HCB Chiasso (2e l.)              | HCC Biasca            | 2-6   |
| 4 novembre 2015 | EV Zoug II (2e l.)               | HC Arosa              | 3-7   |
| 4 novembre 2015 | EHC Illnau-Effretikon (2e l.)    | EHC Wetzikon          | 1-4   |
| 4 novembre 2015 | Ceresio HC (3e l.)               | GDT Bellinzona        | 4-8   |
| 5 novembre 2015 | EHC Basserdorf (2e l.)           | EHC Seewen            | 0-13  |

| Date             | Domicile            | Extérieur      | Score |
| ---------------- | ------------------- | -------------- | ----- |
| 15 décembre 2015 | GDT Bellinzona      | EHC Dübendorf  | 2-4   |
| 16 décembre 2015 | EHC Bülach          | EHC Seewen     | 5-4   |
| 16 décembre 2015 | HCC Biasca          | SC Weinfelden  | 5-0   |
| 16 décembre 2015 | HC Arosa            | EC Wil         | 3-2   |
| 16 décembre 2015 | SC Küsnacht (2e l.) | EHC Frauenfeld | 2-3   |
| 16 décembre 2015 | EHC Wetzikon        | HC Coire       | 4-2   |

| Date            | Domicile       | Extérieur  | Score |
| --------------- | -------------- | ---------- | ----- |
| 20 janvier 2016 | EHC Frauenfeld | HCC Biasca | 6-3   |
| 20 janvier 2016 | EHC Dübendorf  | HC Arosa   | 1-0   |
| 20 janvier 2016 | EHC Wetzikon   | EHC Bülach | 5-2   |

#### Suisse centrale
| Date            | Domicile                | Extérieur             | Score |
| --------------- | ----------------------- | --------------------- | ----- |
| 4 novembre 2015 | EHC Belp                | Argovia Stars         | 2-10  |
| 9 décembre 2015 | SC Lyss                 | HC Thoune             | 4-3   |
| 9 décembre 2015 | EHC Brandis             | EHC Zuchwil Regio     | 4-2   |
| 9 décembre 2015 | SC Unterseen-Interlaken | HC Berthoud           | 5-7   |
| 9 décembre 2015 | EHC Wiki-Münsingen      | HC Bâle Kleinhüningen | 3-2   |

| Date            | Domicile           | Extérieur     | Score |
| --------------- | ------------------ | ------------- | ----- |
| 19 janvier 2016 | Argovia Stars      | EHC Adelboden | 4-3   |
| 20 janvier 2016 | EHC Brandis        | SC Lyss       | 5-4   |
| 20 janvier 2016 | EHC Wiki-Münsingen | HC Berthoud   | 6-2   |

#### Suisse romande
| Date            | Domicile                | Extérieur                | Score |
| --------------- | ----------------------- | ------------------------ | ----- |
| 13 octobre 2015 | HC Sierre               | EHC Saastal              | 5-4   |
| 13 octobre 2015 | Genève-Servette HC II   | Forward Morges HC        | 3-4   |
| 14 octobre 2015 | HC Saint-Imier          | HC Guin Bulls            | 4-8   |
| 14 octobre 2015 | HC université Neuchâtel | HC Sion-Nendaz 4 Vallées | 5-4   |
| 15 octobre 2015 | Star Lausanne HC        | HC Vallée de Joux        | 4-1   |

| Date           | Domicile              | Extérieur               | Score |
| -------------- | --------------------- | ----------------------- | ----- |
| 2 février 2016 | HC Guin Bulls         | HC université Neuchâtel | 6-4   |
| 2 février 2016 | HC Franches-Montagnes | HC Sierre               | 1-3   |
| 2 février 2016 | Star Lausanne HC      | Forward Morges HC       | 4-2   |

### Seizièmes de finale
Le tirage au sort a eu lieu le 27 avril 2016.
| 27 septembre 2016 | HC Red Ice LNB | 3-4 (3-2, 0-2, 0-0) | LNA HC Fribourg-Gottéron | Forum d'Octodure, Martigny 2 712 spectateurs |

| 27 septembre 2016 | Star-Forward 1L | 2-6 (1-1, 1-3, 0-2) | LNA HC Bienne | Patinoire des Eaux-Minérales, Morges 521 spectateurs |

| 27 septembre 2016 | HC Guin Bulls 1L | 1-7 (0-4, 1-3, 0-0) | LNA Genève-Servette HC | Patinoire de Sense-See, Guin 983 spectateurs |

| 27 septembre 2016 | HC Viège LNB | 4-8 (1-3, 0-2, 3-3) | LNA SC Langnau Tigers | Litterna-Halle, Viège 2 450 spectateurs |

| 27 septembre 2016 | EHC Wiki-Münsingen 1L | 1-10 (0-2, 0-5, 1-3) | LNA EV Zoug | Sagibach, Wichtrach 938 spectateurs |

| 27 septembre 2016 | EHC Winterthour LNB | 2-5 (0-2, 1-1, 1-2) | LNB SC Rapperswil-Jona Lakers | Eishalle Deutweg, Winterthour 1 235 spectateurs |

| 27 septembre 2016 | EHC Frauenfeld 1L | 1-4 (0-2, 1-1, 0-1) | LNA EHC Kloten | KEB, Frauenfeld 1 629 spectateurs |

| 27 septembre 2016 | GCK Lions LNB | 4-1 (1-1, 1-0, 2-0) | LNA HC Ambrì-Piotta | KEK, Küsnacht 450 spectateurs |

| 28 septembre 2016 | HC Sierre 1L | 1-5 (0-1, 1-3, 0-1) | LNB HC La Chaux-de-Fonds | Graben, Sierre 1 265 spectateurs |

| 28 septembre 2016 | HC Ajoie LNB | 4-5 (1-1, 3-2, 2-0) | LNA Lausanne HC | Patinoire du Voyeboeuf, Porrentruy 1 191 spectateurs |

| 28 septembre 2016 | Argovia Stars 1L | 1-3 (0-1, 1-2, 0-0) | LNB HC Olten | KEB Aarau, Aarau 702 spectateurs |

| 28 septembre 2016 | HCB Ticino Rockets LNB | 2-1 (TB) (1-0, 0-1, 0-0, 0-0) | LNA CP Berne | Raiffeisen BiascArena, Biasca 684 spectateurs |

| 28 septembre 2016 | EHC Brandis | 1-6 (1-2, 0-2, 0-2) | LNB SC Langenthal | Sporthalle Brünnli, Hasle bei Burgdorf 712 spectateurs |

| 28 septembre 2016 | EHC Dübendorf 1L | 0-4 (0-1, 0-2, 0-1) | LNA ZSC Lions | Im Chreis, Dübendorf 2 469 spectateurs |

| 28 septembre 2016 | HC Thurgovie LNB | 0-7 (0-1, 0-3, 0-3) | LNA HC Lugano | Güttingersreuti, Weinfelden 1 510 spectateurs |

| 28 septembre 2016 | EHC Wetzikon 1L | 2-5 (1-1, 0-4, 1-0) | LNA HC Davos | KEB Wetzikon, Wetzikon 2 500 spectateurs |

### Huitièmes de finale
| 25 octobre 2016 | GCK Lions LNB | 1-3 (1-1, 0-0, 0-2) | LNA HC Davos | KEK, Küsnacht 1 454 spectateurs |

| 25 octobre 2016 | HCB Ticino Rockets LNB | 2-5 (0-0, 1-2, 1-3) | LNA SC Langnau Tigers | Raiffeisen BiascArena, Biasca 700 spectateurs |

| 25 octobre 2016 | SC Langenthal LNB | 5-1 (1-0, 2-1, 2-0) | LNA HC Lugano | Eishalle Schoren, Langenthal 3 364 spectateurs |

| 25 octobre 2016 | HC Bienne LNA | 3-4 (pr) (1-0, 1-1, 1-2, 0-1) | LNA EHC Kloten | Tissot Arena, Bienne 1 647 spectateurs |

| 25 octobre 2016 | SC Rapperswil-Jona Lakers LNB | 1-2 (pr) (0-1, 1-0, 0-0, 0-1) | LNA Lausanne HC | St. Galler Kantonalbank Arena, Rapperswil-Jona 2 763 spectateurs |

| 26 octobre 2016 | HC La Chaux-de-Fonds LNB | 3-4 (pr) (2-1, 0-1, 1-1, 0-0) | LNA Genève-Servette HC | Les Mélèzes, La Chaux-de-Fonds 2 637 spectateurs |

| 26 octobre 2016 | HC Fribourg-Gottéron LNA | 3-2 (0-1, 2-0, 1-1) | LNA ZSC Lions | BCF-Arena, Fribourg 2 108 spectateurs |

| 26 octobre 2016 | HC Olten LNB | 0-3 (0-0, 0-2, 0-1) | LNA EV Zoug | Eisbahn Kleinholz, Olten 4 656 spectateurs |

### Quarts de finale
| 22 novembre 2016 | SC Langnau Tigers LNA | 2-3 (1-2, 1-0, 0-1) | LNA Lausanne HC | Patinoire de l'Ilfis, Langnau i. E. 5 185 spectateurs |

| 22 novembre 2016 | HC Fribourg-Gottéron LNA | 1-2 (1-0, 0-1, 0-1) | LNA EV Zoug | BCF-Arena, Fribourg 3 139 spectateurs |

| 22 novembre 2016 | Genève-Servette HC LNA | 6-3 (2-1, 1-1, 3-1) | LNA HC Davos | Patinoire des Vernets, Genève 5 058 spectateurs |

| 23 novembre 2016 | SC Langenthal LNB | 2-3 (TB) (2-1, 0-0, 0-1, 0-0) | LNA EHC Kloten | Eishalle Schoren, Langenthal 4 090 spectateurs |

### Demi-finales
| 4 janvier 2017 | Genève-Servette HC LNA | 3-2 (1-0, 1-1, 1-1) | LNA EV Zoug | Patinoire des Vernets, Genève 4 796 spectateurs |

| 5 janvier 2017 | EHC Kloten LNA | 3-2 (1-1, 1-0, 1-1) | LNA Lausanne HC | Swiss Arena, Kloten 4 751 spectateurs |

### Finale
| 1er février 2017 | EHC Kloten LNA | 5-2 (1-1, 1-1, 3-0) | LNA Genève-Servette HC | Swiss Arena, Kloten 7 624 spectateurs |